# Frontière naturelle
Une frontière naturelle est une notion éminemment politique. Elle légitime l'existence de frontières et une certaine vision de celles-ci par des caractéristiques géographiques, des éléments topographiques majeurs introduisant des ruptures dans la continuité de l'espace et peuvent ainsi représenter des obstacles à la circulation. Ces éléments peuvent être le littoral, une chaîne de montagne, un fleuve ou cours d'eau.

## Origine et développement de la notion
La géographie médiévale accorde une grande importance aux fleuves et aux montagnes, qui servent à définir des ensembles géographiques. Ainsi la Gaule est-elle limitée par les Alpes, le Rhin et les Pyrénées. Dès le XIVe siècle, les pouvoirs médiévaux utilisent l'argument. En 1312 dans le Val d'Aran entre France et Espagne ou en 1422 dans la vallée de la Varaita entre le Dauphiné et le marquisat de Saluces, la frontière s'appuie sur la ligne de partage des eaux locale.
À partir des XVIe et XVIIIe siècles, l'argument de la frontière naturelle sert à déplacer les frontières. Au traité d'Utrecht, la frontière franco-savoyarde est fixée sur la ligne de partage des eaux générale des Alpes. La notion est utilisée de manière fréquente à partir du XIXe siècle, afin de discuter et de légitimer l'étendue du territoire des différents États européens ou territoires coloniaux. L'intérêt d'une frontière naturelle serait d'être plus facile à défendre. La géographie contemporaine a montré comment, malgré les argumentations politiques, le tracé des frontières évolue au gré des évènements politiques et n'est pas déterminé par des phénomènes naturels. Elle a également montré comment les espaces que l'on considère comme "frontières naturelles" sont parfois au cœur du territoire d'une société : c'est le cas du Nil en Égypte.

## En France
Pendant des siècles, la France a été définie par des frontières fluviales, les Quatre Rivières : l'Escaut, la Meuse, la Saône et le Rhône. Cette définition est portée par la monarchie pour justifier le pouvoir du roi au sein du royaume, elle n'est pas expansionniste. Au contraire, le concept de frontière naturelle pour la France, exposé pour la première fois en 1642, fait référence à la Gaule dont les frontières s'appuient sur le Rhin et englobent la Suisse. Il est clairement agressif et expansionniste. Dans le testament apocryphe de Richelieu. À l'époque, la Somme est près de la frontière et sert un rempart contre les Espagnols qui tenaient la Flandre au XVIIe siècle. Ce rempart naturel sera entretenu avec l'aménagement du canal de la Somme au sud de celle-ci. Et les grands conflits de 1870 et 1914, se sont cristallisés sur cette barrière naturelle, exemple à Péronne. 
La “doctrine” des « frontières naturelles » est exposée le 13 janvier 1793 par Danton à la tribune de la Convention nationale. « Les limites de la France sont marquées par la nature, nous les atteindrons des quatre coins de l’horizon, du côté du Rhin, du côté de l’Océan, du côté des Alpes. Là doivent finir les bornes de notre République. »

## En Afrique
La Pibor a été choisie comme frontière naturelle en 1899 et confirmée en 1902 entre le Soudan et l'Éthiopie.

## En Asie

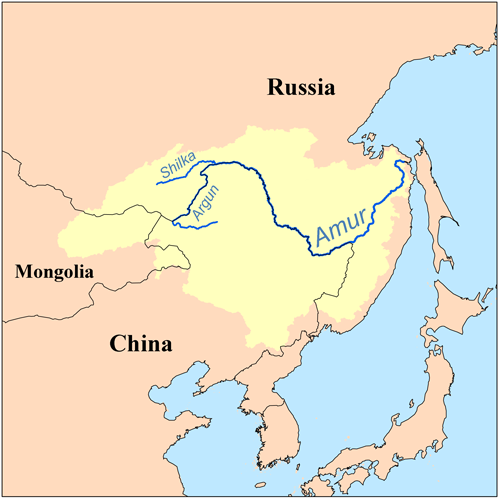
Le fleuve Amour, frontière naturelle entre la Russie et la Chine (en plus pâle, le bassin versant de l'Amour).

Le fleuve Amour matérialise la frontière entre la Chine et la Russie sur 1.600km